# Новоунтемське сільське поселення
Новоунтме́ське сільське поселення — муніципальне утворення в складі Кезького району Удмуртії, Росія. Адміністративний центр — присілок Новий Унтем.
Населення — 379 осіб (2018; 420 у 2015, 489 в 2012, 507 в 2010, 768 у 2002).
До 2006 року існувала Новоунтемська сільська рада.

## Склад
До складу поселення входять такі населені пункти:
| Населений пункт        | Населення, осіб (2002) | Населення, осіб (2010) | Населення, осіб (2012) |
| ---------------------- | ---------------------- | ---------------------- | ---------------------- |
| Ключі, село            | 342                    | 199                    | 183                    |
| Новий Унтем, присілок  | 173                    | 146                    | 144                    |
| Старий Унтем, присілок | 84                     | 46                     | 46                     |
| Ю-Тольйон, присілок    | 169                    | 116                    | 116                    |

## Господарство
В поселенні діють школа (Новий Унтем), садочок (№ 20), 2 бібліотеки (Ключі, Ю-Тольйон), клуб (Ключі), 2 ФАП (Новий Унтем, Ю-Тольйон). Серед промислових підприємств працює СПК «Колос», ТОВ «Юс-Агро», Ключівське лісництво.